# 保巴卡·迪亞拉
保巴卡·迪亞拉，（Boubacar Diarra），1979年7月15日，馬里职业足球运动员，现效力于中國超級足球聯賽球会遼寧宏運。

## 生涯
他曾效力德國球會弗賴堡長他效力於達十年，其後，他轉投凱沙羅頓．但因他摔斷了胳膊，限制了他上陣的機會，故在2008年他由凱沙羅頓轉投瑞士球會盧塞恩隊。
2010年3月11日，迪亞拉加盟中國俱樂部超級聯賽遼寧宏運。